# Callulops valvifer
Callulops valvifer es una especie de anfibio anuro de la familia Microhylidae.

## Distribución geográfica
Esta especie es endémica de Nueva Guinea Occidental en Indonesia. Habita entre los 300 y 900 m de altitud en las montañas Fak-Fak.

## Publicación original
- Barbour, 1910 : A new genus of Amphibia Salientia from Dutch New Guinea. Proceedings of the Biological Society of Washington, vol. 23, p. 89-90[4]